# Beaufort (Jura)
Beaufort foi uma comuna francesa na região administrativa de Borgonha-Franco-Condado, no departamento de Jura. Estendia-se por uma área de 13,11 km². Em 2010 a comuna tinha 1 394 habitantes (densidade: 106,3 hab./km²).
Em 1 de janeiro de 2019, passou a formar parte da nova comuna de Beaufort-Orbagna.